# SN 1994D
La SN 1994D è stata una supernova di tipo Ia esplosa nel 1994 nella galassia NGC 4526, nella costellazione della Vergine, ad una distanza di circa 55 milioni di a.l. dalla Terra.

## Caratteristiche
SN 1994D è stata una supernova di tipo Ia avente avuto una stella progenitrice nana bianca.
Ciò potrebbe indurre a scoprire un'eventuale origine come stella di piccola massa.
Potrebbe darsi che la stella, al tempo nana bianca, avesse sottratto energia ad una possibile compagna, quindi si sarebbe formato un disco di accrescimento, dentro il quale la nana avrebbe superato il limite della massa 1,44 volte quella solare, esplodendo in una supernova di tipo Ia.

### Dati visivi
Al suo massimo SN 1994D raggiunse la magnitudine apparente +15,2, con una magnitudine assoluta di -15,93.
È stata scoperta da Treffers, Filippenko, Van Dyk e Richman.